# Polyomaviridae
A Polyomaviridae a vírusok egy családja, amelybe kettős szálú DNS-genommal rendelkező, lipidburok nélküli fajok, az ún. poliómavírusok tartoznak. Elsősorban emlősöket és madarakat fertőznek. 2015-ben a családba 76 ismert faj tartozott, amelyből 73-at négy nembe osztottak be, három pedig egyelőre osztályozatlan. Közülük 13 képes az embert is megfertőzni; többségük azonban, bár meglehetősen elterjedtek (mint a BK-vírus vagy a JC-vírus), csak immunhiányos betegekben okoznak klinikai tüneteket. A BK-vírus veseátültetett páciensek vesekárosodásában, a JC-vírus progresszív multifokális leukoencefalopátiában, a Merkel-sejtes vírus pedig a Merkel-sejtes karcinómában játszhat szerepet.
A család egyes tagjai (egér-poliómavírus, SV40) onkovírusok, vagyis daganatot képesek indukálni; gazdaszervezetükben többnyire nem okoznak szimptómákat, de agresszívak lehetnek ha annak immunrendszere károsodik vagy más fajba kerülnek át. A család elnevezése, a polióma arra utal, hogy tagjai többféle tumort képesek okozni.

## Szerkezetük
A poliómavírusok 40-50 nm átmérőjű, T7 ikozaéder-szimmetriájú kapsziddal rendelkeznek. Genomjuk kör alakú (cirkuláris) és kettős szálú DNS-ből áll; hossza kb. 5000 bázispár. A kapszidot 72 alegység építi fel; az alegységek a VP1 kapszidfehérje pentamerjei (öt fehérje alkot egy alegységet). Az alegységek spontán képesek ikozaéder formájú vírusburokká összeállni. Minden egyes VP1 a burok belső oldalán egy-egy másik burokfehérjéhez, a VP2-höz és VP3-hoz kapcsolódik.

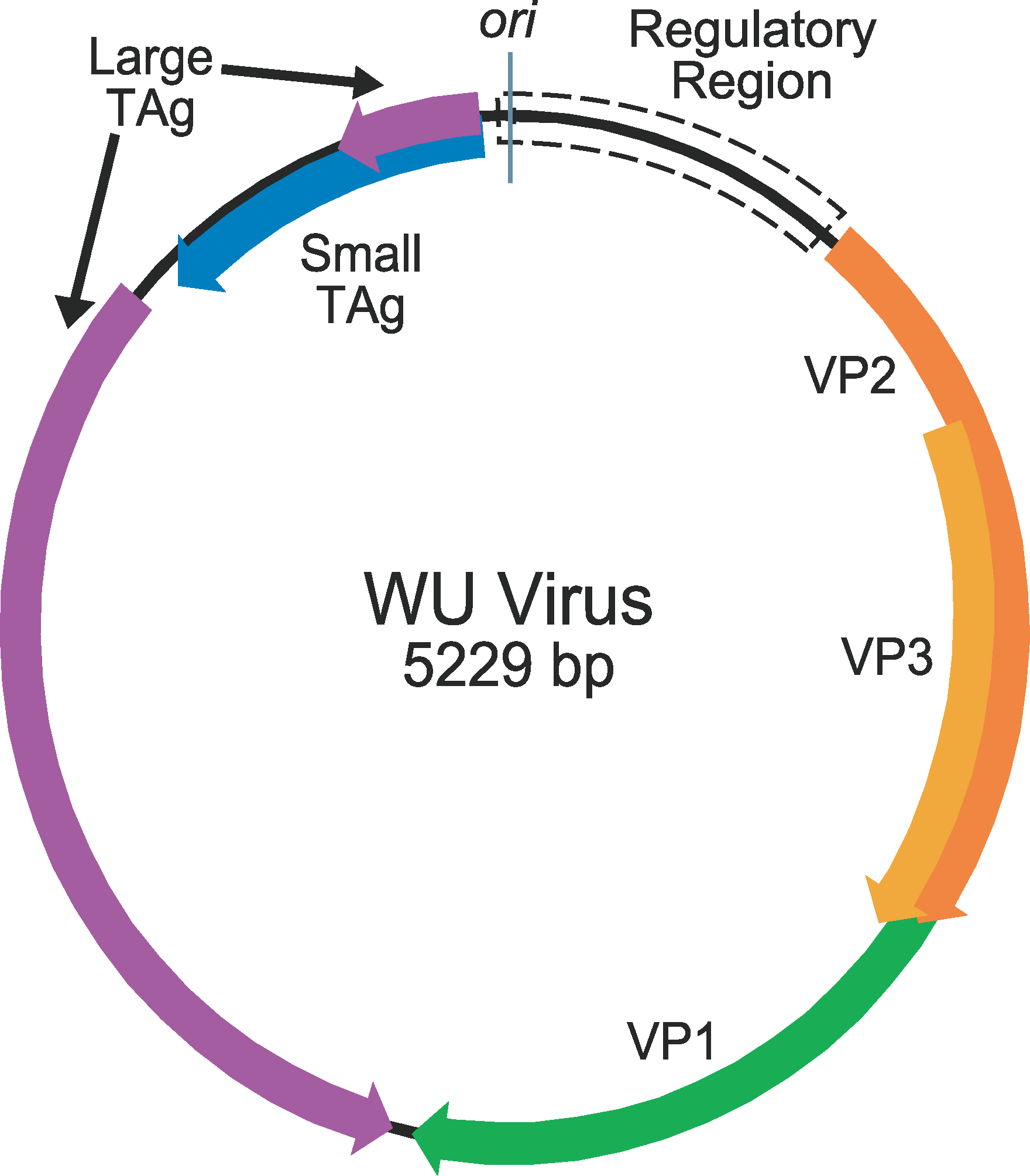
A WU-vírus genomjának szerkezete

A poliómavírusoknak többnyire 5-9 génjük van amelyek vagy a fertőzés korai vagy a késői szakaszában aktiválódó régióban találhatóak. A teljes régiót a gazdasejt RNS-polimeráz II enzimje írja át egyetlen hosszú mRNS-sé. A korai régió többnyire két gént tartalmaz, a kis és nagy tumorantigént, amelyek végleges mRNS-e alternatív splicing által jön létre. A késői régióban a három kapszidprotein génje található. Egyes vírusok további fehérjéket is kódolhatnak. A rágcsálók poliómavírusai esetében a korai régióban egy harmadik fehérje, a közepes tumorantigén is előfordulhat, amely különösen hatékonyak alakítja át a gazdasejtet tumorsejtté. Az SV40-nek vagy egy negyedik burokfehérjéje (VP4) is. A genom egy nem-kódoló szakaszt is tartalmaz, amely a korai és késői régiókat kifejeződését szabályozza, valamint a másolást megindító replikációs origó is itt helyezkedik el.

## Életciklusuk

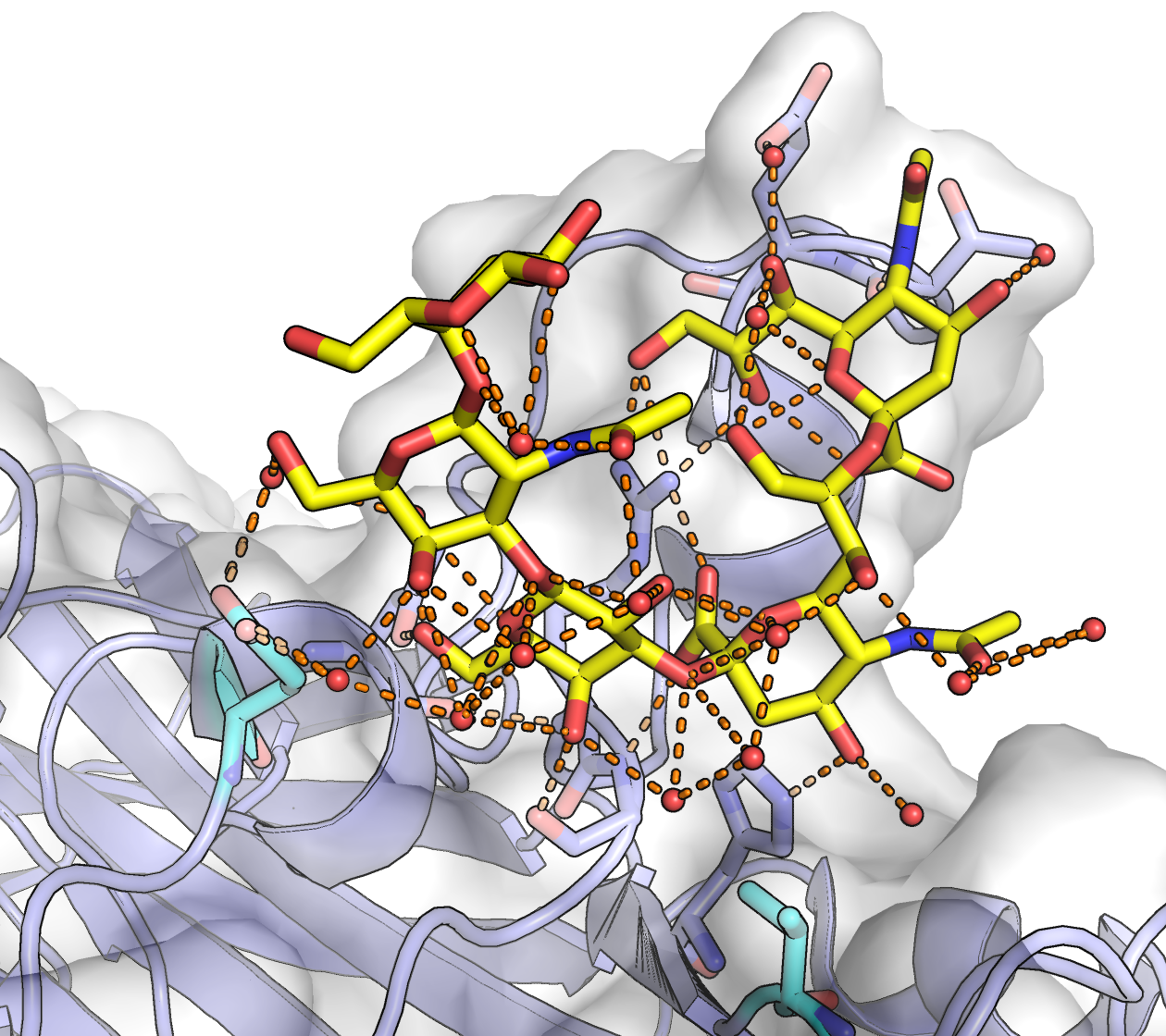
Az egér-poliómavírus burokfehérjéjének kapcsolódása a sejtfelszíni szénhidrátmolekulához

A fertőzés első lépéseként a vírusnak kapcsolódnia kell a sejt felszínéhez. A poliómavírusok receptora a glikoproteinek vagy glikolipidek (főlkeg gangliozidok) sziálsav része. A sziálsavat a VP1 köti meg, majd a vírusrészecske endocitózissal a sejt belsejébe kerül. A kapszid szétesése után a vírus-DNS a citoplazmából ismeretlen mechanizmussal a sejtmagba vándorol.
A poliómavírusok a sejtmagban szaporodnak. Replikációjuk négy szakaszból áll:
1. korai gének aktivációja
2. DNS-másolás,
3. kései gének aktivációja
4. összeszerelés.

A vírus-DNS másolását és a gének transzkripcióját teljes egészében a sejt enzimjei végzik, ezért a korai vírusfehérjék más vírusoktól (amelyek saját enzimmel végzik a genom másolását) eltérően szabályozó proteinek.
Első lépésként a vírusgenom aktivátor régióinak hatására a sejt saját RNS-polimeráza létrehozza az ún. T-antigén mRNS-ét, majd erről fehérje íródik át. A T-antigén serkenti a saját termelődését, így igen hamar nagy mennyiség készül belőle. Ezenkívül stimulálja a vírusgenom átírását és a sejt osztódását; valamint gátolja a tumorellenes p53 sejtfehérje működését. Amikor koncentrációja elér egy bizonyos mértéket, átírása gátlás alá kerül és megkezdődik a fertőzés kései szakasza.
Eközben a sejtmagban található DNS-másoló mechanizmus elkezdi lemásolni a sejt saját kromoszómáihoz hasonlító, kettős szálú vírus-DNS-t. A kromoszómákhoz hasonlóan a vírusgenom is a nukleoszóma-szerűen becsomagolódik, egyfajta minikromoszómaként.
A kései szakaszban a struktúrproteinek, gyakorlatilag a burokfehérjék készülnek nagy mennyiségben. Ez a folyamat részben párhuzamosan zajlik a genom replikációjával. A kései proteinek egy része alternatív splicinggel jön létre.
Valamennyi vírusfehérjén nukleáris lokalizációs jel található, vagyis a gazdasejt a sejtmagba szállítja őket, ahol hamarosan nagy mennyiségben gyűlnek össze és megkezdődik a kapszidok, majd a kész vírusrészecskék (virionok) összeszerelődése.
Mindezen folyamatok közben a sejt olyan mértékben károsodik, hogy elpusztul, szétesik, a vírusrészecskék pedig kiszabadulnak a külvilágba. Kisebb mértékben úgy is kikerülhetnek a még élő sejtből, hogy citoplazmatikus vakuólumok szállítják őket a sejthártyához és bimbózással szabadulnak ki.
A poliómavírusok jellemzően a gazdaszervezet (emlős, madár) légzőszerveinek, veséjének vagy agyának szöveteit fertőzik meg és az ürülék közvetítésével kerülnek át másik állatba (vagy az emberbe).

## Osztályozásuk
A poliómavírusok a Baltimore-rendszerben az I. csoportba, a kettős szálú DNS-vírusokhoz tartoznak. Korábban, amíg DNS-szekvenciájuk nem volt ismert, a hasonló szerkezetű papillómavírusokkal együtt a Papovaviridae csoportba sorolták őket.
A jelenleg érvényes ICTV szerinti osztályozásuk szerint a családba 76 faj tartozik, amelyből 73 négy nembe sorolható, 3 pedig egyelőre besorolatlan:
- Alphapolyomavirus (típusfaj az egér-poliómavírus)
- Betapolyomavirus (típusfaj a rhesusmajom-poliómavírus 1, azaz SV40))
- Gammapolyomavirus (típusfaj a madár-poliómavírus 1)
- Deltapolyomavirus (típusfaj a humán poliómavírus 6)

## Humán poliómavírusok
Az ismert poliómavírusok közül 13 képes megfertőzni az embert. Legtöbbjük általánosan elterjedt a népesség körében és nem okoz tüneteket. Egyes fajok azonban különböző betegségekkel asszociálhatóak, különösen immungyenge betegek esetében. A Merkel-sejtes poliómavírus nagyon eltér a többi emberben is megtalálható fajtól és leginkább az egerek vírusaival rokon.
| Formális név          | Nem   | Triviális név                          | Rövidítés | Genomszekvencia | Felfedezés éve | Kórkép                                                     | Forrás               |
| --------------------- | ----- | -------------------------------------- | --------- | --------------- | -------------- | ---------------------------------------------------------- | -------------------- |
| Humán poliómavírus 5  | Alpha | Merkel-sejtes poliómavírus             | MCPyV     | NC_010277       | 2008           | Merkel-sejtes karcinóma                                    | [ 16 ] [ 17 ] [ 18 ] |
| Humán poliómavírus 8  | Alpha | Trichodysplasia spinulosa-poliómavírus | TSPyV     | NC_014361       | 2010           | Trichodysplasia spinulosa                                  | [ 19 ] [ 20 ]        |
| Humán poliómavírus 9  | Alpha | Humán poliómavírus 9                   | HPyV9     | NC_015150       | 2011           | nem ismert                                                 | [ 21 ]               |
| Humán poliómavírus 12 | Alpha | Humán poliómavírus 12                  | HPyV12    | NC_020890       | 2013           | nem ismert                                                 | [ 22 ]               |
| Humán poliómavírus 13 | Alpha | New Jersey-poliómavírus                | NJPyV     | NC_024118       | 2014           | nem ismert                                                 | [ 23 ]               |
| Humán poliómavírus 1  | Beta  | BK-poliómavírus                        | BKPyV     | NC_001538       | 1971           | poliómavírus-asszociált nefropátia; hemorrágiás cisztitisz | [ 24 ]               |
| Humán poliómavírus 2  | Beta  | JC-poliómavírus                        | JCPyV     | NC_001699       | 1971           | progresszív multifokális leukoencefalopátia                | [ 25 ]               |
| Humán poliómavírus 3  | Beta  | KI-poliómavírus                        | KIPyV     | NC_009238       | 2007           | nem ismert                                                 | [ 26 ]               |
| Humán poliómavírus 4  | Beta  | WU-poliómavírus                        | WUPyV     | NC_009539       | 2007           | nem ismert                                                 | [ 27 ]               |
| Humán poliómavírus 6  | Delta | Humán poliómavírus 6                   | HPyV6     | NC_014406       | 2010           | nem ismert                                                 | [ 28 ]               |
| Humán poliómavírus 7  | Delta | Humán poliómavírus 7                   | HPyV7     | NC_014407       | 2010           | HPyV7-asszociált keratózis                                 | [ 28 ]               |
| Humán poliómavírus 10 | Delta | MW-poliómavírus                        | MWPyV     | NC_018102       | 2012           | nem ismert                                                 | [ 30 ] [ 31 ] [ 32 ] |
| Humán poliómavírus 11 | Delta | STL-poliómavírus                       | SLTPyV    | NC_020106       | 2013           | nem ismert                                                 | [ 33 ]               |

A Deltapolyomavirus nembe csak a fenti négy embert megfertőző faj tartozik. Az Alpha és Beta nemek fajai más emlősökben is megtalálhatóak. A Gamma csoportba csak madárvírusok tartoznak.

## Felfedezésük
A család első tagját, az egér-poliómavírust 1953-ban izolálta leukémiasejtek extraktumából a lengyel-amerikai Ludwik Gross és azt is felismerte, hogy a vírus a nyálmirigyekben tumort képes indukálni. A kórokozó vírusmivoltát Sarah Stewart és Bernice Eddy fedezte fel; az ő nevük rövidítéséből egy ideig SE-poliómának nevezték. A polióma arra utalt, hogy a fertőző ágens többfajta tumort is képes volt okozni.
2016-ig több tucatnyi poliómavírust azonosítottak és genomjukat meg is szekvenálták. Többnyire emlősöket és madarakat fertőznek, de két faj is ismert, amelynek hal a gazdaállata: a fekete-tengeri sügér (Centropristis striata) és az aranydurbincs (Sparus aurata).

## Fordítás
- Ez a szócikk részben vagy egészben  a   Polyomaviridae című angol Wikipédia-szócikk ezen változatának fordításán alapul.  Az eredeti cikk szerkesztőit annak laptörténete sorolja fel. Ez a jelzés csupán a megfogalmazás eredetét és a szerzői jogokat jelzi, nem szolgál a cikkben szereplő információk forrásmegjelöléseként.